# Đan thư thiết khoán

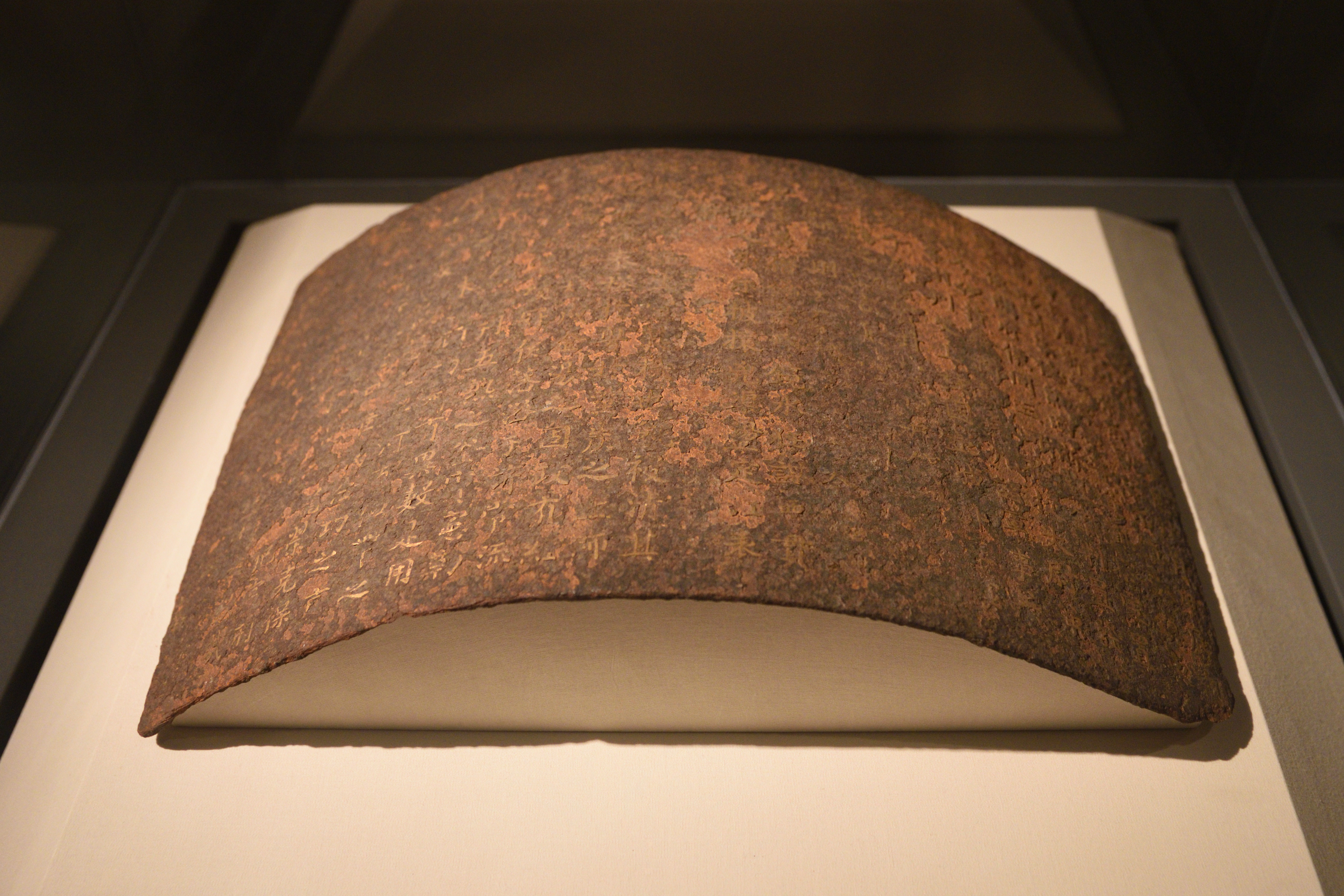
Tấm Tiền Lưu thiết khoán thời Nhà Đường của Tiền Lưu, hiện vật tại Bảo tàng Quốc gia Trung Quốc.

Đan thư thiết khoán (chữ Hán: 丹書鐵券) hay Đan thư thiết khế (丹書鐵契), Kim thư thiết khoán (金書鐵券), Thiết khoán (鐵券), Thệ thư (誓書) là một loại văn bản của các triều đại phong kiến Trung Quốc cấp từ thời Nhà Hán để ban thưởng cho những người có công lớn với triều đình. Vì đôi khi văn bản này có điều khoản miễn tội tử hình cho người được ban thưởng, nên trong dân gian đôi khi Đan thư thiết khoán còn được gọi là Miễn tử (kim) bài (免死（金）牌).

## Mô tả
Thiết khoán thường là các tấm sắt được đúc cong dạng viên ngói. Ban đầu, chữ viết trên các tấm thiết khoán này được làm từ bột đỏ chu sa (hay đan sa, 丹砂). Dưới thời Nhà Lương, phần chữ đỏ được thay thế bằng chữ bạc, vì vậy Thiết khoán lúc này được gọi là Ngân khoán (銀券), thời Nhà Tùy do chữ phủ vàng được sử dụng nên gọi là Kim khoán (金券) hay Kim thư (金書), vì vậy đời sau còn gọi văn bản này là Kim thư thiết khoán (金書鐵券). Vì các tấm thiết khoán có thể được gia đình truyền lại cho con cháu đời sau, nên chúng còn được gọi là Thế khoán (世券). Theo sách Hậu Hán thư phần Tế Tuân truyện thì con cháu của người nhận thiết khoán có thể thừa kế văn bản này vĩnh viễn (丹書鐵券，傳於無窮 - Đan thư thiết khoán, truyền ư vô cùng). Thời Nhà Đường, Tiền Lưu cũng được trao thiết khoán miễn tử vì có công lớn với triều đình. Tuy nhiên, đa phần thiết khoán chỉ có nội dung ban phong chức tước, đất đai chứ không có điều khoản miễn tội tử hình.
Hiện nay chỉ còn bốn bản thiết khoán còn được lưu giữ nguyên vẹn, trong số đó đáng chú là bản được Đường Chiêu Tông ban cho Tiền Lưu - Tiền Lưu thiết khoán (钱镠铁券) hiện được lưu giữ tại Bảo tàng Quốc gia Trung Quốc. Nội dung trên thiết khoán này xác định rằng Tiền Lưu được tha tội chết 9 lần, con cháu của ông được tha tội chết 3 lần, nếu trong trường hợp bị khép vào tội thông thường thì sẽ được miễn hoàn toàn Đáng chú ý là sau khi Nhà Đường mất về tay Chu Toàn Trung, Tiền Lưu đã tự lập ra nước Ngô Việt. Về sau khi người nhà họ Tiền đến xin hàng Nhà Tống, họ đã trưng Tiền Lưu Thiết khoán ra, Thái tổ Triệu Khuông Dận đã hứa sẽ bảo lưu quyền miễn tử cho người nhà họ Tiền. Đến thời Nhà Minh, một hậu nhân của họ Tiền phạm tội bị khép vào tội chết, nhà họ Tiền mang tấm kim bài này ra và được Minh Thái Tổ Chu Nguyên Chương tha tội và đồng thời, ông xoá 1 chữ trên tấm kim bài để thể hiện nhà họ Tiền đã dùng 1 lần. Đến thời Nhà Thanh, Hoàng đế Khang Hi có sai người mang tấm kim bài này đến Tử Cấm Thành để ông thưởng lãm, vì ông chưa từng thấy tấm miễn tử kim bài nào từ Nhà Đường để lại. Sau khi xem xong thì Khang Hi trả lại cho nhà họ Tiền ở Hàng Châu. Ba bản thiết khoán còn lại đều được ban thời Nhà Minh và hiện được lưu giữ tại Bảo tàng Cố cung và Chi cục lưu trữ tỉnh Thanh Hải.

## Lịch sử
Sau khi Lưu Bang đánh bại Hạng Vũ và lập nên Nhà Hán, ông đã lựa chọn những người có công lớn giúp mình lên ngôi Hán Cao tổ để ban thưởng dưới nhiều hình thức, trong đó có việc ban Đan thư thiết khoán là các bản sắt được khắc chữ đỏ thể hiện sự tin tưởng của hoàng đế đối với các công thần và trọng thần trong triều, trên đó có ghi 使黃河如帶，泰山如礪，漢有宗廟，爾無絕世 (Sử Hoàng Hà như đái, Thái Sơn như lệ, Hán hữu tông miếu, nhĩ vô tuyệt thế - Chừng nào Hoàng Hà chưa cạn, Thái Sơn chưa mòn, Nhà Hán vẫn còn miếu tổ tông, thì con cháu người [được ban thiết khoán này] còn chưa tuyệt diệt).
Trong thời kỳ Nam - Bắc triều và sau đó là thời Nhà Tùy, Nhà Đường, Đan thư thiết khoán tiếp tục được các hoàng đế các triều ban cho công thần và hoàng tộc. Ví dụ Bắc Ngụy Hiếu Văn Đế đã ban thiết khoán cho thành viên hoàng tộc và các trọng thần để củng cố quyền lực của mình trong triều. Việc ban thiết khoán đặc biệt phổ biến dưới thời các hoàng đế Nam triều nhà Lưu Tống, Nam Tề, Lương, Trần. Thời Tùy, Đường và sau đó, hầu như các khai quốc công thần, thủ lĩnh các tộc người thiểu số có công với hoàng đế, hay thậm chí là các hoạn quan được hoàng đế ân sủng đều được ban thiết khoán. Ví dụ Minh Thái tổ đã ban Kim bài miễn tử cho Lý Thiện Trường và 34 công thần khai quốc của nhà Minh, tuy nhiên đằng sau các thiết khoán này đều có ghi là việc miễn tội chết sẽ không được áp dụng trong trường hợp mắc tội mưu phản, đại nghịch. Quả thực sau này do dính líu đến vụ án Hồ Duy Dung, Lý Thiện Trường đã bị Minh Thái tổ xử tử và tru di gia tộc. Trước đó, Hàn Tín tuy từng được Hán Cao tổ ban thiết khoán miễn tử nhưng về sau vẫn bị xử chém và chu di tam tộc vì nghi làm phản. Theo Tư Mã Thiên chép lại thì trong số trên 100 công thần được ban Đan thư thiết khoán thời Sơ Hán, thì chỉ có 5 người thực sự được miễn tội nhờ vào thiết khoán này.